# Kasniji Liang
Kasniji Liang (kineski: 後凉, pinyin: Hòu Liáng, 386. – 403.) je bila Di država u sjevernoj Kini u doba Šesnaest kraljevstava. Osnovao ju je klan Lü na području današnje provincije Gansu, koristeći kaos u tadašnjoj državi Raniji Qin, koja se nakon 383. počela raspadati. Nova je država, međutim, i sama postalom žrtvom centripetalnih procesa te su se 397. od nje odmetnule države Sjeverni Liang i Južni Liang. Ubrzo je njen teritorij postao toliko mali da ju je vladar Lü Long godine 403. predao pod vlast države Kasniji Qin.

## Vladari Kasnijeg Lianga
| Hramsko ime/na                               | Postumno ime/na                                                               | Obiteljska i osobna imena | Dužina vladavine | Imena ere i njihove vladavine                                                                        |
| -------------------------------------------- | ----------------------------------------------------------------------------- | ------------------------- | ---------------- | --- |
| Kineska konvencija: obiteljsko pa osobno ime |                                                                               |                           |                  | |
| Taizu (太祖 Tàizǔ)                           | Yiwu (懿武 Yìwǔ)                                                              | Lü Guang (呂光 Lǚ Guāng)  | 386. – 400.      | Tai'an (太安 Tài'ān) 386. – 389. Linjia (麟嘉 Línjiā) 389. – 396. Longfei (龍飛 Lóngfēi) 396. – 399. |
| nije postojalo                               | Yin (隱 Yǐn)                                                                  | Lü Shao (呂紹 Lǚ Shào)    | 400.             | Longfei (龍飛 Lóngfēi) 399.                                                                          |
| nije postojalo                               | Ling (靈 Líng)                                                                | Lü Zuan (呂纂 Lǚ Zuǎn)    | 400. – 401.      | Xianning (咸寧 Xiánníng) 400. – 401.                                                                 |
| nije postojalo                               | Shangshu Gong (尚書公 Shàngshū Gōng) ili Jiankang Gong (建康公 Jiànkāng Gōng) | Lü Long (呂隆 Lǚ Lóng)    | 401. – 403.      | Shending (神鼎 Shéndǐng) 401. – 403.                                                                 |